# Torlabosjön
Torlabosjön är en sjö i Halmstads kommun i Halland och ingår i Fylleåns huvudavrinningsområde. Sjön är 9 meter djup, har en yta på 0,126 kvadratkilometer och befinner sig 163,2 meter över havet.

## Delavrinningsområde
Torlabosjön ingår i det delavrinningsområde (629856-133903) som SMHI kallar för Mynnar i Fylleån. Medelhöjden är 149 meter över havet och ytan är 1,66 kvadratkilometer. Det finns inga avrinningsområden uppströms utan avrinningsområdet är högsta punkten. Vattendraget som avvattnar avrinningsområdet har biflödesordning 2, vilket innebär att vattnet flödar genom totalt 2 vattendrag innan det når havet efter 33 kilometer. Avrinningsområdet består mestadels av skog (76 %). Avrinningsområdet har 0,12 kvadratkilometer vattenytor vilket ger det en sjöprocent på 7,3 %.